# 鲁家峙岛
鲁家峙岛是长江口南部舟山群岛的一座住人岛屿，位于舟山本岛东南方，隔沈家门渔港与本岛相望，距本岛180米，属中华人民共和国浙江省舟山市普陀区沈家门街道管辖，2020年时有常住人口约1.80万人。岛屿近弹头形，长2.5千米、宽2.0千米，总面积4.36平方千米、陆域面积3.2平方千米，海岸线长7.9千米。地势东高西低，东北部多丘陵，最高峰为海拔87.1米的南岙岗。鲁家峙岛为沈家门港遮挡风浪，是其发展为中国大陆最大渔港的重要因素。鲁家峙自西向东有鲁家峙大桥（建于2006年）、沈家门港海底隧道（人行，建于2014年）与普陀湾海底隧道（公路，建于2022年）三座跨海桥隧连接舟山本岛。曾为沈家门工业基地，2006年後工厂多改建为新型小区。现鲁家峙岛上大部为居住区，也有少量丘陵林地、公园绿地、修造船工业区等，并开发了多处商业旅游用地，如北岸的海洋文化创意产业园，且仍有海岛公园等项目处规划建设中。位于东北部肚脐山上的鲁家峙灯塔是岛上的地标建筑，灯塔上可鸟瞰沈家门城区风光。得名由来或言不详，或言来自鲁姓。有鲁东社区、鲁西社区2社区，鲁家峙村1行政村。文物保护单位有鲁家峙东南岙天后宫，位于南岙岗东部山麓。

## 自然地理
鲁家峙岛是舟山群岛的一座基岩岛，位于舟山本岛东南部，隔沈家门港与本岛相望，距本岛180米，距大陆最近点15.1千米221；距西侧小干马峙岛约1千米18。岛屿总面积4.36平方千米（2020年），且在围海造地等过程中，面积持续扩大（如1991年出版的《普陀县志》中记载为3.74平方千米78）；陆域面积3.2平方千米221。形态为东北—西南走向近弹头形，长2.5千米、宽2.0千米。海岸线平直，总长7.9千米，其中7.4千米为人工海塘，包括了军民塘、鲁家峙防浪堤两个50年一遇标准塘221-222。鲁家峙岛以海积地貌为主，地形大部为平原，东部则多低缓丘陵78，这些丘陵原均为独立小岛221。东北部有南岙岗、肚脐山等7座小山，其中南岙岗海拔87.1米，为全岛最高峰78；南部有老虎山等小山23-24。
鲁家峙岛由沉凝灰岩构成1823。岛屿周围海岸为淤泥质海岸，淤泥沉积致使泥滩伸展，西岸速度最快29。土壤以盐土为主，丘陵地带有黄红壤44。岛上植被总面积1.13平方千米，覆盖陆域面积的35%；草本栽培植被（55公顷）面积最大，其次为针叶林（36公顷）、木本栽培植被（14公顷）等，其中木本栽培植被有12公顷为桔园34,311222。岛上维管植物有近400种，国家重点保护野生植物有舟山新木姜子（二级）222。岛屿地表水资源量103万立方米、地下水资源量34万立方米，有一座蓄水量2.2万立方米的鲁家峙南岙水库222。
鲁家峙岛紧邻舟山本岛，为沈家门港提供了地形屏障，遮挡风浪222238，是沈家门渔港成为避风良港的重要因素17-18,47,52。目前沈家门渔港是舟山渔场的中心渔港地图52-53，也是中国大陆最大的渔港47。此外，鲁家峙岛亦是明清时水军巡海时军队驻防之地。

## 人口产业
2020年（第七次全国人口普查）时，鲁家峙岛上有常住人口约1.80万人7530户。岛上清代前已有居民，民国13年（1924）《定海县志》载居民有“二百二三十户”，中华人民共和国成立后居民数快速增加222。1990年代，在舟山市政府“大岛建小岛迁”政策影响下53，鲁家峙岛人口有所减少。随着临港工业发展，因本岛城区以北多丘陵不利于城市化，鲁家峙等多平原岛屿在2000年代人口又逐渐上升。2010年代快速上升，十年间增加一倍以上（2010年时0.79万人）。目前，鲁家峙岛上大部为居住用地，丘陵地带有林地，西南侧有鲁家峙中央公园392等绿地，此外还规划有东北侧的商业用地。
鲁家峙主要临港工业有船舶修制造业669-672，多位于东北和西南部。上世纪末时水产业也较发达，有大量冷库、加工厂等设备65-66232-235。曾是沈家门镇工业基地。此外还有近50公顷的耕地，是沈家门蔬菜源地之一239；也有数艘渔船。清和民国时的主要产业则为盐业222。2003年，鲁家峙岛开发建设指挥部成立，普陀区独资的旅游投资公司承担了整岛开发项目，开发期间拆迁了数十家企业214。2006年後，旧村落、工业企业多改建为新型住宅小区；水产技校、初中、小学（均各1所）亦撤并。2010年代，鲁家峙北部近岸建了普陀海洋文化创意产业园385，将附近的废弃造船与水产等工厂保留下来构筑文化景观，并建有滨海步行道。2023年，坐落园区内的“舟山市（普陀区）美术馆”建成。
东北部近岸肚脐山上18米高的鲁家峙灯塔是岛上的地标之一，该灯塔建于2010年，属肚脐山亮化工程建设的一部分，设计为欧洲传统风格，既供观光游览又供航行导航，灯塔上可鸟瞰整个沈家门城区乃至朱家尖、普陀山等地的风光387222。另外，鲁家峙还规划有“世界级海洋文化创意岛”项目。在《浙江省海岛保护规划（2017—2022年）》中，鲁家峙岛定位为综合利用岛，是浙江省11个（占全省有居民海岛数5%）、舟山市8个综合利用岛之一。

## 交通运输
在2006年以前，鲁家峙和舟山本岛间的交通一直依靠水运。中华人民共和国成立前，两岸摆渡依靠手摇舢板，1950年代后则陆续改为动力船只334。1956年时，北岸用简陋的旧木船代作码头，1975年建水泥码头330，1987年改钢筋混凝土浮式码头65。在大桥通车前鲁家峙轮渡码头同沈家门之间有10分钟1班的客运航线356222。此外，岛上还有大量供造船、水产等企业使用的码头（20余座）、船坞（8座）222、滑道等58-6467-68。2006年，连接鲁家峙岛与舟山本岛的鲁家峙大桥建成通车，结束了鲁家峙对外无公路运输的历史，也使沈家门城区得以扩展377-3784。2007年岛上开通公交车。2014年，沈家门港海底隧道建成并投入运营，供人行使用。2022年，连接鲁家峙与普陀东港的普陀湾隧道正式通车，这是浙江第一条海底公路隧道。
岛上的自来水供应始于1966年，通过沈家门至鲁家峙的海底输水管进行18，该条管道于1983年因年久锈蚀等原因停用；后又于1986、1992年前后铺设两条输水管139534。2008年，进一步修筑了鲁家峙—登步—蚂蚁岛海底输水管，鲁家峙南部的登步岛、蚂蚁岛得以借此供水398。2012年，鲁家峙铺设了海底燃气管道，实现了同舟山本岛的一体化供气。通信方面，1997年，鲁家峙架设了至沈家门的全区首条跨海光缆479。

## 历史人文
历史名称有“路家屿”“洛家屿”“卢家屿”。民国《定海县志》记：“卢家屿亦称鲁家峙。”18《浙江省标准地名词典》（2022）、《浙江省标准地名志》（2023）认为岛名来源不详，历史名称均为“谐音”。而《浙江省普陀县地名志》（1986）称在岛上调查得最早定居的人姓鲁而非卢，那时人们将去该岛说成是“到鲁家去”209，该志及《中国海岛志》（2014）221认为岛得名于鲁姓。当代岛上的主要姓氏有张、周、刘、丁、袁等89-92。其中最大姓张姓是明万历年间自宁波镇海迁往舟山临城田螺峙，又于清嘉庆年间迁至岛上而形成的222。鸦片战争时英国侵略者曾译“洛甲”“陆家岛”等。
鲁家峙岛行政上隶属浙江省舟山市普陀区沈家门街道。沈家门建镇于民国21年（1932）；民国23年（1935）时鲁家峙岛曾从沈家门镇析出建鲁家峙乡，次年（1936）又并入沈家门镇4,222-3；至中华人民共和国成立初年鲁家峙长期属沈家门第27、28、29村222。1954年，鲁家峙设立居民区，是沈家门镇当时14个居民区之一3；1956年，27、28、29村改成立鲁家峙高级社，并于1958年改为鲁家峙农业大队11222。鲁家峙居民区于1982年一分为二，成立鲁东居民区与鲁西居民区；鲁家峙农业大队则于1984年变为行政村11鲁家峙村，下有红山、花地里、蚂蚁山等10个自然村222。1984年10月成立鲁家峙管理处，管辖鲁东、西两居民区与鲁家峙村11,7327。2001年，沈家门撤镇设街44,51。2002年，鲁东、鲁西合并为鲁家峙社区489。2021年鲁家峙社区又拆分，并复定名为鲁东社区与鲁西社区。2023年时，鲁西社区、鲁家峙村均属主城区（城乡分类代码111），而鲁东社区属城乡结合区（112）。
鲁家峙东南岙天后宫是岛上唯一的一处文物保护单位（区级），位于南岙岗东部山麓，同海神妈祖信仰有关（“天后”一词即指妈祖，“天后宫”即妈祖庙）。相传是清光绪年间，福建渔民称在海上遇险获妈祖骑白马相救，为报答妈祖而建550。宫内曾在倒塌维修时发现一只长方形青石香炉，炉身刻有“天后宫”三字阴文楷书。当代，进庙烧香朝拜的主要有福建渔民及当地渔民鲁家峙山东南岙天后宫。鲁家峙岛北部有红石体育公园，建成于2020年，有篮球、足球、门球、轮滑多个运动场地。